# Jonka
A Jonka női név újabb magyar névalkotás a már kiveszett, régi magyar jonh- szótőből, ami azt jelenti belső rész, szív.

## Gyakorisága
Az 1990-es években egyedi név, a 2000-es években nem szerepel a 100 leggyakoribb női név között.

## Névnapok
Ajánlott névnap: június 15.